# 礼文水道

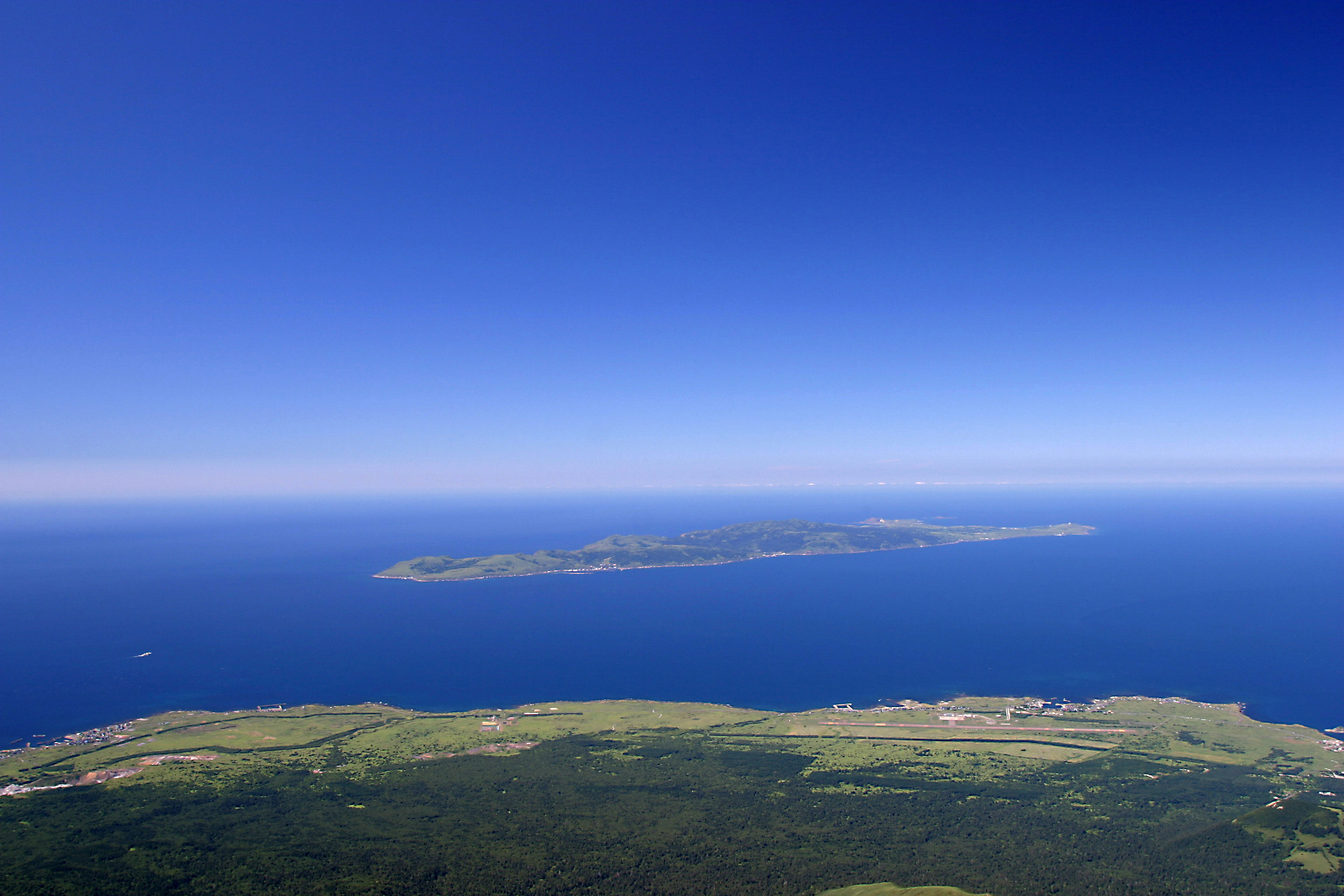
手前が利尻島で奥が礼文島。間が礼文水道。

礼文水道（れぶんすいどう）は北海道礼文島と利尻島の間の水道。

## 概要
水道の幅は約10キロメートル、中央部の水深は60～70ｍ台で、北東に流れる海流がある。

## 歴史
1901年(明治34年)に香深港と鴛泊港の間に海底電線が敷設された。1962年(昭和37年)9月に国土地理院と海上保安部の間の地名協議会により、「礼文水道」の名前が付けられた。1991年(平成3年)8月には、利尻町水泳協会により、利尻-礼文間横断水泳大会が行われている。

## 隣接自治体
- 礼文町
- 利尻町
- 利尻富士町

## フェリー航路
- 香深港~鴛泊港
- 香深港~沓形港
  - 共にハートランドフェリーが運行。

## 作品への登場
水田竜子「礼文水道」(作詞・森田いづみ、作曲・岡千秋	編曲・前田俊明)、2018年11月21日発売